# Bhisho
Bhisho (dříve Bisho) je hlavním městem provincie Východní Kapsko v Jižní Africe. Ve městě sídlí Kancelář premiéra, Provinční legislativa a mnoho dalších vládních resortů. Město se nachází asi tři kilometry od King William's Town a 70 kilometrů od Východního Londýna. Bhisho odvozuje své jméno od xhoského výrazu pro buvola.

## Dějiny
Köppenova klasifikace podnebí klasifikuje klima města Bhisho jako chladné polosuché (BSk), i když těsně hraničí jak s teplým polosuchým klimatem (BSh), tak s vlhkým subtropickým klimatem (Cfa).